# 相地而衰征
相地而衰征是春秋時期齊國管仲實行的按土地不同情况征收赋税的政策。相，指的是察看；衰指的是差别和等级；征指的是征税。相地而衰征的意思是按照土地的品質分等級征税。由於當時正處於井田制瓦解階段，管仲這一措施實際上承认了私田的合法性。